# Penalva
Penalva es un supuesto libro de caballerías portugués, de autor anónimo, cuyo texto se desconoce. El bibliógrafo Nicolás Antonio (1617-1684) lo menciona en su Biblioteca Hispana Nova (Nova Appendix ad Biblioth., p. 704) con respecto al ciclo de Amadís de Gaula, para indicar que en él se relataba la muerte de Amadís a manos de un portugués. Por esta circunstancia, el erudito Pascual de Gayangos y Arce lo incluyó tentativamente como último libro de la serie amadisiana de la península ibérica (el ciclo fue continuado en Italia, Alemania y Francia), aunque advirtiendo que nunca había visto la obra. Su existencia es más que dudosa, ya que no se encuentra prácticamente ninguna otra referencia a él.
La referencia de Nicolás Antonio dice textualmente: 
```
  
"ANONYMUS, Lusitanus, scripsit fabulam ex his unam, quibus otiosi homines superioribus saeculis valde gaudebant lectis, nempe: 
Penalva
 nuncupatam, in quooccisus magnus ille fabulosorum heroum Amadisius resertur heros: unde Castellani per jocum usurpare solebant, Lusitani tantumgladio tantum virum occumbere potuisse: quo Lusitanorum philautiae palpum obtruderent."
```

- Datos: Q6071204